# خانواده مقدس (کتاب)
خانواده مقدس (آلمانی: Die heilige Familie) کتابی نوشته کارل مارکس و فردریش انگلس است که در نوامبر ۱۸۴۴ نوشته شده‌است. این کتاب نقدی بر اندیشه‌های هگلی‌های جوان است که در زمان نگارش کتاب در حلقه‌های آکادمیک آلمان بسیار مشهور و محبوب بودند.

## تاریخچه
در زمان اقامت کوتاه انگلس در پاریس (۱۸۴۴)، مارکس به وی پیشنهاد کرد که باید نقدی دربارهٔ دیوانگی زمانه خود، هگلی‌های جوان، بنویسند. این کتاب اولین کار مشترک این دو و به این ترتیب آغاز دوستی و همکاری آن‌ها بود. عنوان کتاب به پیشنهاد ناشر و به عنوان یک ارجاع طعنه‌آمیز به برادران باور (برونو و ادگار) و حامیان آن‌ها انتخاب شده که تلاش می‌کردند تا دست به بازسازی انتقادی مسیحیت بزنند. به همین دلیل زیر عنوان کتاب را «نقد نقد انتقادی» قرار دادند. کتاب مباحثه‌ها و مشاجره‌هایی در بسیاری از نشریه‌ها و مطبوعات برانگیخت. بسیاری از نیروهای محافظه کار و ارتجاعی علیه این کتاب موضع گرفتند. ازجمله روزنامه کلن در این باره در ۸ آوریل ۱۸۴۵ نوشت: «در هر سطر این کتاب دعوت به شورش علیه کلیسا، دولت، خانواده، قانونیت، مذهب و مالکیت تبلیغ می‌شود، و بنیادی‌ترین و آشکارترین اصول کمونیسم را در بر می‌گیرد». در ۱۸۴۵ برونو باور مقاله‌ای در نقد این کتاب منتشر کرد. وی در این مقاله ادعا کرد که مارکس و انگلس آنچه وی گفته را بد فهمیده‌اند. مارکس سپس در جواب مقاله باور، مقاله دیگری در ژانویه ۱۸۴۶ منتشر کرد و همچنین در فصل دوم ایدئولوژی آلمانی این موضوع را مورد بحث قرار داد.

## محتوا
خانواده مقدس از اولین آثار مشترک مارکس و انگلس است که در آن اندیشه‌های خود را در مورد مسائل اجتماعی با وضوح کاملی بیان می‌کنند. لنین دربارهٔ این کتاب می‌گوید: «مارکس در این کتاب از فلسفه هگل به سوسیالیسم می‌رسد».
خانواده مقدس با انتقاد از نقد برونو باور و برداشت ذهنی او و همفکرانش از رویدادهای تاریخی و معیوب‌سازی نظریات پرودن از طریق ترجمه و تفسیر آراء او آغاز می‌شود. مارکس معتقد است که وقتی با رویدادها و تاریخ تماس گرفته می‌شود باید مسائل مشخص و ریشه‌های طبقاتی جریان‌های گوناگون تشریح شود و نه احکام من درآوردی و دلخواهانه. نویسندگان در این کتاب تحلیلی از فلسفه هگل نیز به دست می‌دهند و آن را به مثابه ترکیبی از فلسفه اسپینوزا و فیخته توصیف می‌کنند و در عین حال تضاد پنهان در آن را آشکار می‌سازند.

### نقش زن در جامعه
از مباحث مهم در این کتاب نقش زن و آزادی او است. مارکس این حکم را تأیید می‌کند که تحقیر و سرکوب جنس مؤنث ویژگی مشترک دوره بربریت و تمدن است. تنها تفاوت این است که نظام متمدن، هر رذیلتی را که بربریت به شکلی ساده مرتکب می‌شود، به صورت امری مرکب، دوپهلو، مبهم و ریاکارانه ترویج می‌دهد. مارکس رهایی زن را در جامه مقیاس طبیعی آزادی و رهایی عمومی می‌داند.

## ترجمه به فارسی
مارکس و انگلس، خانواده مقدس، (مترجم) تیرداد نیکی، تهران: نشر آمه، ۱۳۸۸.